# Cattaraugus
Cattaraugus es una villa ubicada en el condado de Cattaraugus en el estado estadounidense de Nueva York. En el año 2000 tenía una población de 1,075 habitantes y una densidad poblacional de 370 personas por km².

## Geografía
Cattaraugus se encuentra ubicada en las coordenadas 42°19′48″N 78°51′56″O / 42.33000, -78.86556.

## Demografía
Según la Oficina del Censo en 2000 los ingresos medios por hogar en la localidad eran de $30,664, y los ingresos medios por familia eran $35,417. Los hombres tenían unos ingresos medios de $27,434 frente a los $19,833 para las mujeres. La renta per cápita para la localidad era de $16,605. Alrededor del 11% de la población estaban por debajo del umbral de pobreza.